# Rassel (Taunus)
Die Rassel ist ein 539,4 m ü. NHN hoher Berg im Taunus. Sie liegt im Norden des Gebiets der hessischen Landeshauptstadt Wiesbaden und ist deren höchste eigenständige Erhebung.

## Geographie

### Lage
Die Rassel erhebt sich im Naturpark Rhein-Taunus. Ihr Gipfel liegt östlich des Taunushauptkamms in der Gemarkung des Wiesbadener Ortsbezirks Rambach. Benachbarte Wiesbadener Gemarkungen in Bergnähe sind Sonnenberg im Westen und Naurod im Osten. Jenseits des Gebirgskamms liegt im Nordwesten die Neuhofer Siedlung Platte und etwas westlich davon Wehen.
Nordöstlicher Nachbar ist die Hohe Kanzel (591,8 m) und südwestlicher der Steinhaufen (530,5 m) mit dessen Südsporn Würzburg (399,4 m) – beide im Taunushauptkamm. Südöstlicher Nachbar ist der Kellerskopf (474 m).
Nördlich der Rassel im Naturschutzgebiet Theißtal von Niedernhausen entspringt der Theißbach, ein westlicher Zufluss des den Schwarzbach speisenden Daisbachs. Östlich liegt beim Kellerskopf die Quelle des Rambachs, dem Oberlauf des Salzbachs, und südwestlich entspringt nahe der Wallanlage Würzburg der Rambach-Zufluss Goldsteinbach.

### Naturräumliche Zuordnung
Die Rassel gehört in der naturräumlichen Haupteinheitengruppe Taunus (Nr. 30) und in der Haupteinheit Hoher Taunus (301) zur Untereinheit Wiesbadener Hochtaunus (301.2). Die Landschaft fällt nach Süden in den Naturraum Georgenborn Nauroder Hangschuttfuß (301.20) ab.

## Natur und Schutzgebiete
Die Rassel ist bewaldet. In Gipfelnähe steht die etwa 300 Jahre alte Hirscheiche. Nördlich der Rassel liegt das Naturschutzgebiet Theißtal von Niedernhausen (CDDA-Nr. 165875; 1993 ausgewiesen; 52,65 ha groß). Der Berg liegt im Landschaftsschutzgebiet Stadt Wiesbaden (CDDA-Nr. 555513808; 2010; 133,2864 km²) und im Fauna-Flora-Habitat-Gebiet Buchenwälder nördlich von Wiesbaden (FFH-Nr. 5815-306; 41,243 km²). Nördlich liegt auch das FFH-Gebiet Theißtal von Niedernhausen mit angrenzenden Flächen (FFH-Nr. 5815-303; 82,51 ha). Bis auf südliche Hangbereiche reichen Teile der FFH-Gebiete Trockenborn/Kellerskopf bei Rambach (FFH-Nr. 5815-305; 55,23 ha) und Goldsteintal bei Wiesbaden mit angrenzenden Flächen (FFH-Nr. 5815-304; 59,61 ha).

## Verkehrsanbindung und Wandern
Unmittelbar zur Rassel führen keine Straßen. Vorbei am benachbarten Steinhaufen und dortigem Jagdschloss Platte verläuft die Bundesstraße 417. Von dort kann man auf folgenden Wegen, von denen sich manche abschnittsweise die Wegstrecke teilen, zur Rassel laufen. Über die 330 m westlich von deren Gipfel liegende Wegekreuzung Achteck und wenige Meter nördlich vorbei an diesem Gipfel führt der rechtsrheinische Rheinhöhenweg. Über diese Kreuzung und den gipfelnahen Bereich des Südhangs verlaufen der Europäische Fernwanderweg E3, der Taunushöhenweg und der Jubiläums-Rundweg um Wiesbaden. Zwischen der Kreuzung und dem nahen Jagdschloss Platte ist der kurze Rundweg Schnepfe angelegt.

## Galerie

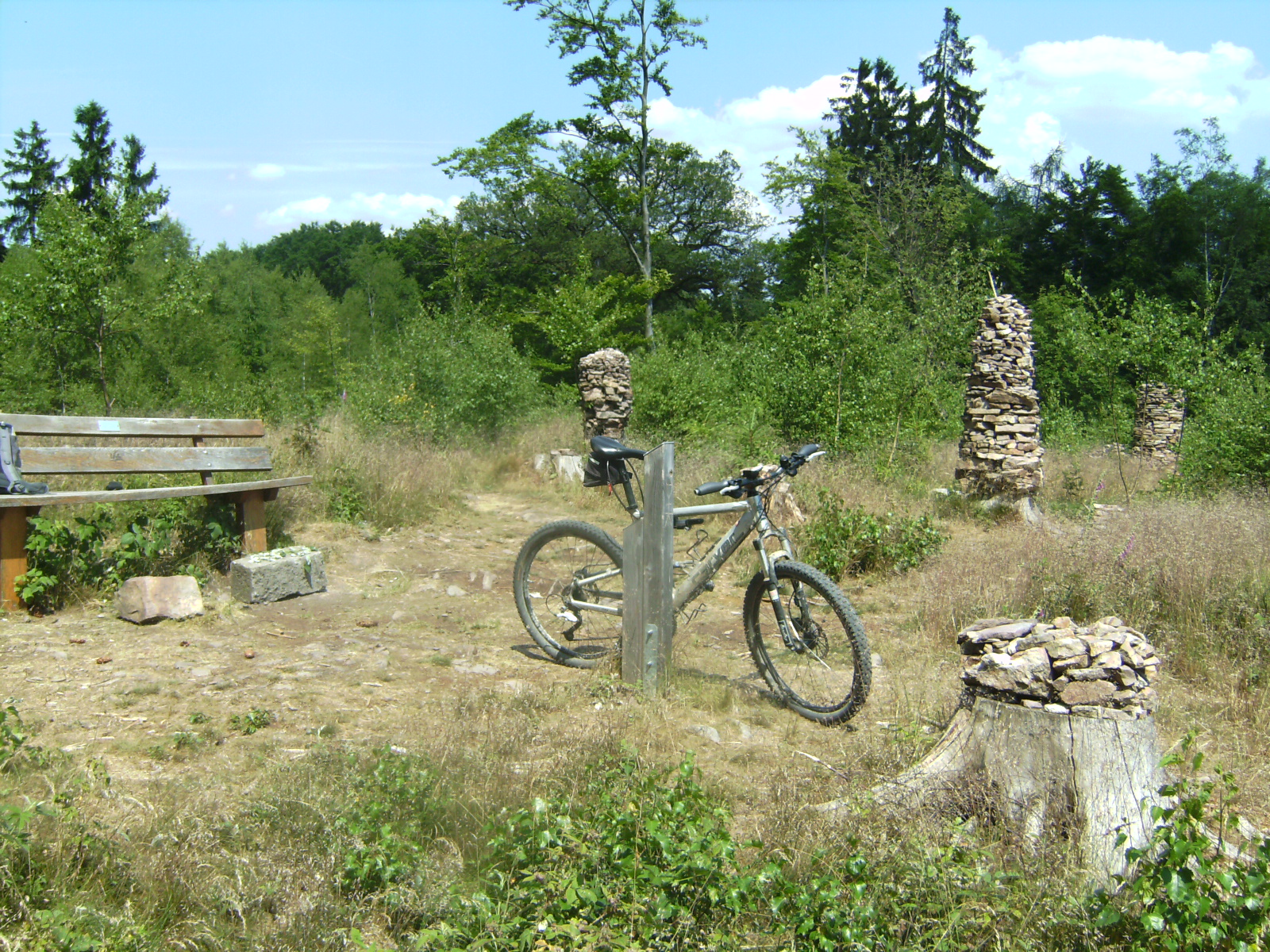
Rassel: Gipfel (2017)
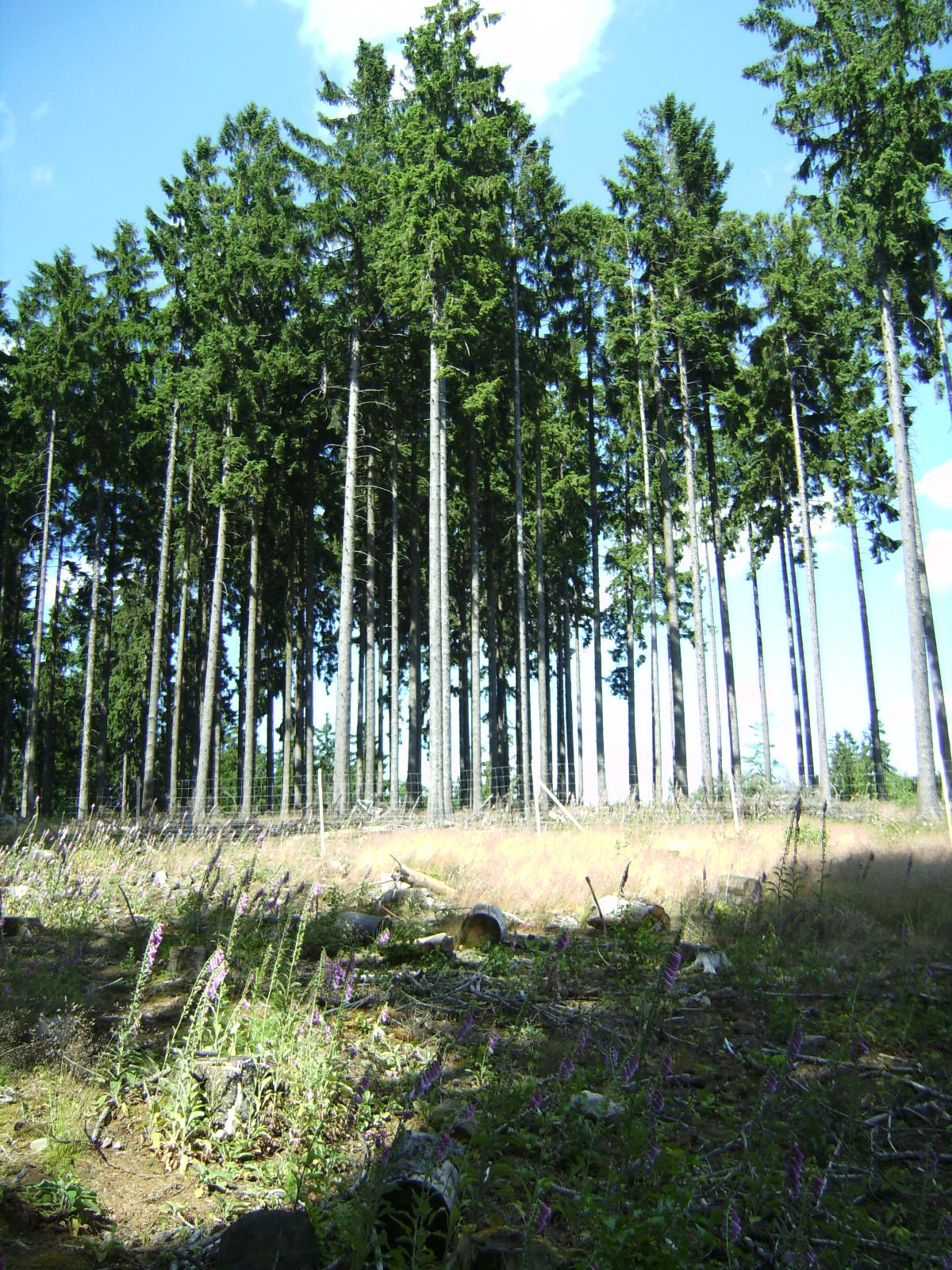
Bewaldung in Gipfelnähe
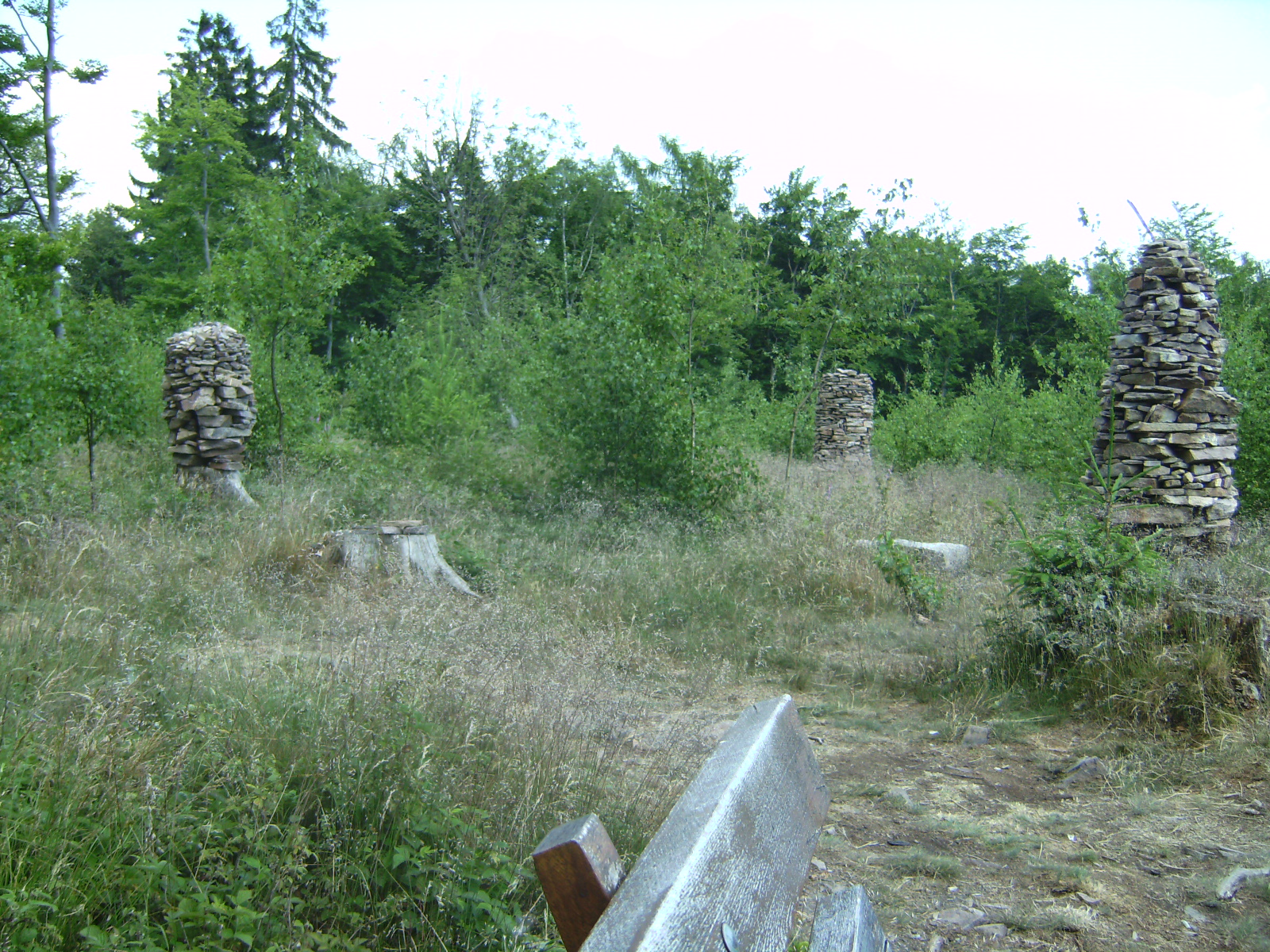
Steintürme auf Gipfelregion